# Apa (zodiak)

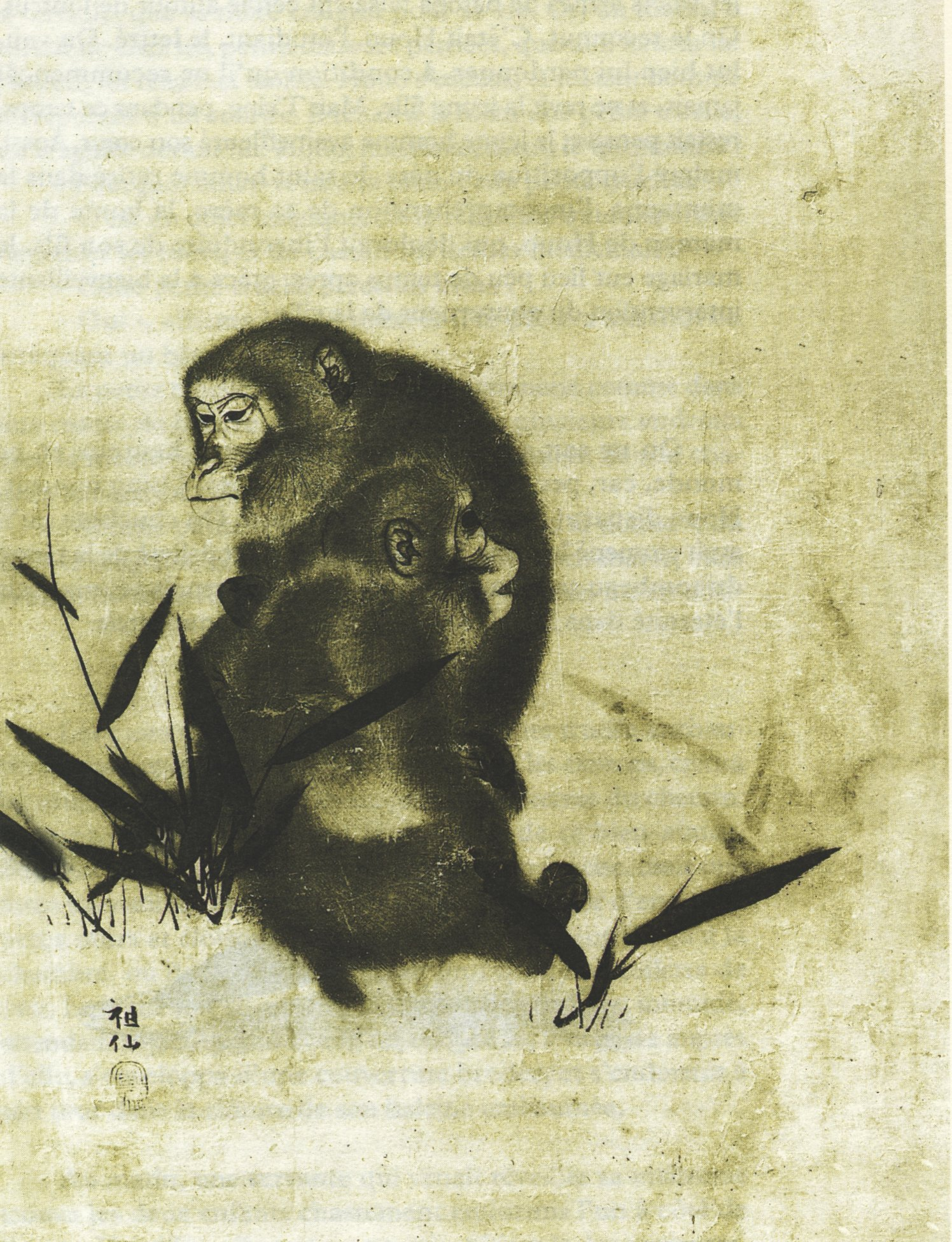
Apor

Apan är det nionde djuret de tolv zodiakdjuren inom Kinesisk astrologi.  De tolv djuren omfattar varsitt år, när tolv år har gått börjar cykeln om.

## År och de fem elementen
Personer som är födda inom dessa datum är födda "i apans år", men de har även följande elementtecken:
- 2 februari 1908 - 21 januari 1909: Jordapa
- 20 februari 1920 -  7 februari 1921: Metallapa
- 6 februari 1932 - 25 januari 1933: Vattenapa
- 25 januari 1944 - 12 februari 1945: Träapa
- 12 februari 1956 - 30 januari 1957: Eldapa
- 30 januari 1968 - 16 februari 1969: Jordapa
- 16 februari 1980 -  4 februari 1981: Metallapa
- 4 februari 1992 - 22 januari 1993: Vattenapa
- 22 januari 2004 -  8 februari 2005: Träapa
- 2016 - 2017: Eldapa
- 2028 - 2029: Jordapa

## Egenskaper
Apan räknas som det mest mångsidiga tecknet i den kinesiska zodiaken. Personer födda i apans år anses vara uppfinnare, underhållare och de kreativa genierna bakom allt påhittigt, även rackartyg. De tros ha en naturlig snabb uppfattningsförmåga vilket gör att de kan förstå vad som försiggår runt omkring dem, och håller det i minnet. Det klarar det mesta med sitt mångsidighet och rörliga tankeförmåga. De anses pålitliga och ärliga och man vågar anförtro dem sina hemligheter. De är bra på problemlösning och vet hur man lyssnar noga och tänker ut lösningar på en och samma gång. 
Även om de är pålitliga och aldrig skulle skada av ovilja, låter de aldrig någon som skadat dem eller deras rykte komma undan. Deras uthållighet och förmåga att uppnå sina mål får dessa personer att verka fåfänga eller manipulativa. Personer födda i detta tecken bör vara försiktiga så de inte skadar sina vänskapsrelationer. Det är viktigt för dem att lära sig att ibland är det klokare att låta vissa saker passera.  
De har flexibla principer och självförtroende, så de är nöjda, men de lyckas ofta ställa till det för andra. Om ett projekt går fel hjälper de sällan till att ställa allt till rätta igen. Men de hanterar det också, med sin charm kan de få andra att tro att bara att känna dem är ett privilegium.

## Traditionella apegenskaper
| Attribut                  | |
| ------------------------- | --- |
| Zodiacplats               | 9:e |
| Tid                       | 15.00-17.00 |
| Riktning                  | Väst sydväst |
| Årstid                    | Sommar, augusti |
| Ädelsten                  | Smaragd |
| Färger                    | Vit, violett |
| Ungefärligt tecken i väst | Lejonet |
| Polarity                  | Yang |
| Mat                       | Nejlika |
| Positiva egenskaper       | Uppfinningsrik, mångsidig, humoristisk, generös, intelligent, fyndig, livfull, självständig                                   |
| Negativa egenskaper       | Apor födda på sommaren är mer benägna att bli Manipulativ, envis, egenkär, egoistisk, oberäknelig, ytlig, klåfingrig, slarvig |
| Länder                    | USA, Frankrike, Norge, Ungern, Indonesien, Luxemburg,                                                                         |
| Passar med                | Råttan, Draken |